# Festival des 3 Continents 2018
Le Festival des 3 Continents 2018, 40e édition du festival, s'est déroulé du 20 au 27 novembre 2018.

## Déroulement et faits marquants
Pour la 40e édition du festival, un livre et un coffret dvd seront édités.
Le 27 novembre 2018, le palmarès est dévoilé. Le film indonésien Memories of my Body de Garin Nugroho remporte la Montgolfière d'or, et le film sino-malaisien 3 Aventures de Brooke de Yuan Qing remporte la Montgolfière d'argent.

## Jury
- Lucie Borleteau, réalisatrice, actrice et scénariste
- Shlomi Elkabetz, réalisateur et scénariste
- Mahamat Saleh Haroun, réalisateur
- Anurag Kashyap, réalisateur
- Noémie Lvovsky, réalisatrice

## Sélection

### En compétition
- A Land Imagined de Yeo Siew-hua  Singapour
- The Dive de Yona Rozankier  Israël
- Faust de Andrea Bussmann  Mexique
- José de Cheng Li  Guatemala
- Manta Ray de Phuttiphong Aroonpheng  Thaïlande  France  Chine
- Memories of my Body de Garin Nugroho  Indonésie
- Temporada de André Novais Oliveira  Brésil
- 3 Aventures de Brooke de Yuan Qing  Chine  Malaisie
- Winter's Night de Jang Woo-jin  Corée du Sud

### Film d'ouverture
- Les Oiseaux de passage (Pájaros de verano) de Cristina Gallego et Ciro Guerra  Colombie

### Film de clôture
- Tel Aviv on Fire de Sameh Zoabi  Israël

### Avant-premières
- Les Moissonneurs (Die Stropers) de Etienne Kallos  Afrique du Sud
- Pig de Mani Haghighi  Iran

### Un état des lieux du cinéma contemporain: 40 ans, 40 films
- Vive l'amour de Tsai Ming-liang  Taïwan
- Cure de Kiyoshi Kurosawa  Japon
- Eureka de Shinji Aoyama  Japon
- Time and Tide de Tsui Hark  Japon
- Yi Yi de Edward Yang  Taïwan
- In Public de Jia Zhangke  Chine
- La Libertad de Lisandro Alonso  Argentine
- Millennium Mambo de Hou Hsiao-hsien  Taïwan
- Ten de Abbas Kiarostami  Iran
- Five de Abbas Kiarostami  Iran
- À l'ouest des rails de Wang Bing  Chine
- Aujourd'hui de Akram Zaatari  Liban
- The Taste of Tea de Katsuhito Ishii  Japon
- Be with Me de Eric Khoo  Israël
- Still Life de Jia Zhangke  Chine
- Inland de Tariq Teguia  Algérie
- Entre deux mondes de Vimukthi Jayasundara  Sri Lanka
- Mundane History de Anocha Suwichakornpong  Thaïlande
- L'Étreinte du fleuve de Nicolás Rincón Gille  Colombie
- Oncle Boonmee, celui qui se souvient de ses vies antérieures de Apichatpong Weerasethakul  Thaïlande
- Un homme qui crie de Mahamat Saleh Haroun  Tchad
- Après la bataille de Yousry Nasrallah  Égypte
- The Lebanese Rocket Society de Joana Hadjithomas et Khalil Joreige  Liban
- Atalaku de Dieudonné Hamadi  République démocratique du Congo
- From Gulf to Gulf to Gulf  de Shaina Anand avec Ashok Sukumaran, Nida Ghouse  Inde
- Dans ma tête un rond-point de Hassen Ferhani  Algérie
- Kaili Blues de Bi Gan  Chine
- Norte, la fin de l'histoire de Lav Diaz  Philippines
- La Femme qui est partie de Lav Diaz  Philippines
- Les derniers jours d'une ville de Tamer El Said  Égypte
- Zama de Lucrecia Martel  Argentine
- Una Luna de Hierro de Francisco Rodríguez Teare  Chili
- Arábia de João Dumans et Affonso Uchoa  Brésil
- It's never nighttime in the map de Ernesto de Carvalho  Brésil
- Tell this to those who say we've been defeated (film collectif)  Brésil
- Ava Yvy Vera – The Land of the Lightning's People (film collectif)  Brésil
- An Elephant Sitting Still de Hu Bo  Chine
- La Flor de Mariano Llinás  Argentine
- Visage de Tsai Ming-liang  Taïwan

### Taipei Stories: Rétrospective sur le cinéma taïwanais
- Early Train From Taipei de Liang Zhefu
- I don't dare to tell you de Mou Tun-fei
- The Young Ones de Lee Hsing
- Cheerful Wind de Hou Hsiao-hsien
- Kuei-Mei, a Woman de Chang Yi
- Taipei Story de Edward Yang
- Le Terroriste de Edward Yang
- La Fille du Nil de Hou Hsiao-hsien
- Murmur of Youth de Lin Cheng-sheng
- Mirror Image de Hsiao Ya-chuan
- Goodbye, Dragon Inn de Tsai Ming-liang
- The Missing de Lee Kang-sheng

### Des frontières et des hommes
- Soleil O de Med Hondo  France  Mauritanie
- Bashu, le petit étranger de Bahram Beyzai  Iran
- Le Havre de Aki Kaurismäki  France
- L'aventure est un secret de Pierre Linguanotto  France
- Kelly de Stéphanie Régnier  France
- Rêves d'or de Diego Quemada-Diez  Mexique
- Entre les frontières de Avi Mograbi  Israël
- L'Héroïque Lande, la frontière brûle de Élisabeth Perceval et Nicolas Klotz  France

### Premiers pas vers les 3 continents
- Le Corbeau et un drôle de moineau de Morteza Ahadi Sarkani et Mohammad Ali Soleymanzadeh  Iran
- Le Garçon et le Monde de Alê Abreu  Brésil
- Bonjour de Yasujiro Ozu  Japon

## Palmarès
- Montgolfière d'or : Memories of my Body de Garin Nugroho.
- Montgolfière d'argent : Three Adventures of Brooke de Yuan Qing.
- Mention spéciale : José de Cheng Li.
- Prix du Jury Jeune : Winter's Night de Jang Woo-jin.
- Prix du public : The Dive de Yona Rozankier.